# Светско првенство у атлетици на отвореном 1991 — бацање кугле за жене
Такмичење у бацању кугле у женској конкуренцији на 3. Светском првенству у атлетици на отвореном 1991. одржано је 24. августа на Олимпијском стадиону у Токију, (Јапан).
Титулу светске првакиње из Рим 1987. бранила је Наталија Лисовска из Совјетског Савеза.

## Земље учеснице
Учествовало је 24 такмичарки из 16 земаља. У квалификацијама које су одржане пре подне такмичарке су биле подељене у две групе. Дванаест најбољих такмичило се увече, истог дана у финалу.
1. Бразил (1)
2. Брунеј (1)
3. Бугарска (1)
4. Египат (1)
5. Италија (1)
6. Кина (2)
7. Куба (1)
8. Немачка (3)
9. Папуа Нова Гвинеја (1)
10. Пољска (1)
11. Румунија (1)
12. САД (3)
13. Совјетски Савез (3)
14. Уједињено Краљевство (2)
15. Финска (1)
16. Шпанија (1)

## Освајачи медаља
| Освајачи медаља |                   |                    |  |  |  |  |
|                 |                   |                    |  |  |  |  |
|                 |                   |                    |  |  |  |  |
|                 |                   |                    |  |  |  |  |
| Хуанг Џихунг    | Наталија Лисовска | Светлана Кривељова |  |  |  |  |
| Кина            | Совјетски Савез   | Совјетски Савез    |  |  |  |  |

## Рекорди
| Рекорди пре почетка Светског првенства 1991. | Рекорди пре почетка Светског првенства 1991. | Рекорди пре почетка Светског првенства 1991. | Рекорди пре почетка Светског првенства 1991. | Рекорди пре почетка Светског првенства 1991. | Рекорди пре почетка Светског првенства 1991. |
| -------------------------------------------- | -------------------------------------------- | -------------------------------------------- | -------------------------------------------- | -------------------------------------------- | -------------------------------------------- |
| Олимпијски рекорди                           | Илона Брисеник                               | Западна Немачка                              | 22,41                                        | Москва, СССР                                 | 24. јул 1980.                                |
| Светски рекорд                               | Наталија Лисовска                            | Совјетски Савез                              | 22,63                                        | Москва, СССР                                 | 7. јун 1987.                                 |
| Рекорд светских првенстава                   | Наталија Лисовска                            | Совјетски Савез                              | 21,24                                        | Рим, Италија                                 | 5. септембар 1987.                           |
| Најбољи резултат сезоне                      | Наталија Лисовска                            | Совјетски Савез                              | 21,12                                        | Франкфурт, Немачка                           | 29. јун 1991.                                |
| Афрички рекорд                               |                                              |                                              |                                              |                                              |                                              |
| Азијски рекорд                               | Ли Мејсу                                     | Кина                                         | 21,76                                        | Шиђаџуанг, Кина                              | 23. април 1988.                              |
| Североамерички рекорд                        | Марија Елена Сариа                           | Куба                                         | 20,61                                        | Хавана, Куба                                 | 22. јул 1982.                                |
| Јужноамерички рекорд                         |                                              |                                              |                                              |                                              |                                              |
| Европски рекорд                              | Наталија Лисовска                            | Совјетски Савез                              | 22,63                                        | Москва, СССР                                 | 7. јун 1987.                                 |
| Океанијски рекорд                            | Гаел Мартин                                  | Аустралија                                   | 19,74                                        | Беркли, САД                                  | 14. јул 1984.                                |

### Најбољи резултати у 1991. години
Десет најбољих атлетичарки године у бацању кугле пре почетка првенства (23. августа 1991), имале су следећи пласман.
| 1.  | Наталија Лисовска       | Совјетски Савез  | 21,12 | 29. јун |
| 2.  | Хуанг Џихунг            | Кина             | 20,85 | 11. мај |
| 3.  | Синмеј Суеј             | Кина             | 19,63 | 10. јул |
| 4.  | Веј Ванг                | Кина             | 19,58 | 3. мај  |
| 5.  | Астрид Кумбернус        | Немачка          | 19,11 | 29. јун |
| 6.  | Џудит Оукес             | Велика Британија | 18,74 | 29. јун |
| 7.  | Светла Миткова-Синирташ | Бугарска         | 18,64 | 29. јун |
| 8.  | Рамона Пагел            | Сједињене Државе | 18,47 | 10. јул |
| 9.  | Кристина Забавска       | Пољска           | 18,02 | 29. јун |
| 10. | Кони Прајс-Смит         | Сједињене Државе | 18,01 | 10. јул |

Такмичарке чија су имена подебљана учествују на СП 1991.

## Сатница
| Датум            | Време | Коло          |
| ---------------- | ----- | ------------- |
| 24. август 1991. | 09:30 | Квалификације |
| 24. август 1991. | 17:40 | Финале        |

## Резултати

### Квалификације
Такмичење је одржано 24. августа 1991. године у 09:30. Такмичарке су биле подељене у две групе. Квалификациона норма за пласман у финале износила је 18,50 метара (КВ), коју су испуниле 9 такмичарки, а 3 се пласирало према постигнутом резултату (кв).,,
| Поз. | Група | Атлетичарка             | Земља                | ЛР     | ЛРС    | #1 | #2 | #3 | Резултат | Нап. |
| ---- | ----- | ----------------------- | -------------------- | ------ | ------ | -- | -- | -- | -------- | ---- |
| 1.   | А     | Наталија Лисовска       | Совјетски Савез      | 22,63  | 21,12  |    |    |    | 19,72    | КВ   |
| 2.   | Б     | Штефани Шторп           | Немачка              | 20,34  | 19,43д |    |    |    | 19,52    | КВ   |
| 3.   | А     | Тјенхуа Џоу             | Кина                 |        |        |    |    |    | 19,38    | КВ   |
| 4.   | Б     | Хуанг Џихунг            | Кина                 | 21,52  | 20,85  |    |    |    | 19,14    | КВ   |
| 5.   | А     | Клаудија Лош            | Немачка              | 22,19  |        |    |    |    | 18,83    | КВ   |
| 6.   | Б     | Марина Антоњук          | Совјетски Савез      | 20,60  |        |    |    |    | 18,80    | КВ   |
| 7.   | Б     | Светлана Кривељова      | Совјетски Савез      | 20,36  | 20,36  |    |    |    | 18,66    | КВ   |
| 8.   | А     | Катрин Најмке           | Немачка              | 21,21  | 18,77д |    |    |    | 18,59    | КВ   |
| 9.   | А     | Светла Миткова-Синирташ | Бугарска             | 20,91  |        |    |    |    | 18,54    | КВ   |
| 10.  | Б     | Белси Лаза              | Куба                 | 19,60д | 18,91д |    |    |    | 18,32    | кв   |
| 11.  | А     | Кристина Забавска       | Пољска               | 19,03  | 19,03  |    |    |    | 18,15    | кв   |
| 12.  | А     | Кони Прајс-Смит         | САД                  | 19,34  | 19,34  |    |    |    | 18,09    | кв   |
| 13.  | Б     | Рамона Пагел            | САД                  | 20,18  | 18,09д |    |    |    | 17,99    |      |
| 14.  | А     | Џудит Оукес             | Уједињено Краљевство | 19,36  |        |    |    |    | 17,81    |      |
| 15.  | Б     | Myrtle Augee            | Уједињено Краљевство | 19,03  |        |    |    |    | 17,80    |      |
| 16.  | Б     | Пам Дјукс               | САД                  | 18,11  |        |    |    |    | 17,17    |      |
| 17.  | А     | Аста Хови-Оваска        | Финска               | 18,57  |        |    |    |    | 17,15    |      |
| 18.  | Б     | Ањезе Мафеис            | Италија              | 16,95д |        |    |    |    | 16,99    |      |
| 19.  | Б     | Михаела Оана            | Румунија             | 17,14д | 17,14д |    |    |    | 16,73    |      |
| 20.  | Б     | Елисанжела Адриано      | Бразил               | 16,84  | 16,84  |    |    |    | 15,93    |      |
| 21.  | А     | Маргарита Рамос         | Шпанија              | 17,71  | 17,71  |    |    |    | 15,89    |      |
| 22.  | А     | Ханан Ахмед Халед       | Египат               | 15,05д |        |    |    |    | 14,76    |      |
| 23.  | А     | Иамо Лауна              | Папуа Нова Гвинеја   | 12,25  |        |    |    |    | 12,56    |      |
| 24.  | Б     | Теа Аи Сенг             | Брунеј               |        |        |    |    |    | 11,49    |      |

Подебљани лични рекорди су и национални рекорди земље коју такмичарка представља

### Финале
Такмичење је одржано 24. августа 1991. године у 17:40.,,
| Поз. | Атлетичарка             | Држава          | #1    | #2    | #3    | #4    | #5    | #6    | Резултат | Нап. |
| ---- | ----------------------- | --------------- | ----- | ----- | ----- | ----- | ----- | ----- | -------- | ---- |
|      | Хуанг Џихунг            | Кина            | 20,64 | 20,83 | 20,51 | x     | x     | 20,43 | 20,83    |      |
|      | Наталија Лисовска       | Совјетски Савез | 20,15 | x     | 19,95 | x     | 20,29 | x     | 20,29    |      |
|      | Светлана Кривељова      | Совјетски Савез | 19,88 | 19,77 | 20,16 | 19,31 | 19,91 | 19,74 | 20,16    |      |
| 4.   | Клаудија Лош            | Немачка         | 18,97 | 19,74 | x     | 18,41 | 19,32 | 19,44 | 19,74    |      |
| 5.   | Тјенхуа Џоу             | Кина            | 19,32 | 19,64 | x     | 19,05 | x     | x     | 19,64    |      |
| 6.   | Штефани Шторп           | Немачка         | 19,50 | x     | 17,85 | 18,88 | 18,76 | x     | 19,50    |      |
| 7.   | Марина Антоњук          | Совјетски Савез | 19,12 | x     | x     | x     | x     | x     | 19,12    |      |
| 8.   | Катрин Најмке           | Немачка         | 18,81 | 18,52 | 18,39 | 18,63 | 18,83 | 18,63 | 18,83    |      |
| 9.   | Белси Лаза              | Русија          |       |       |       |       |       |       | 18,49    |      |
| 10.  | Светла Миткова-Синирташ | Бугарска        |       |       |       |       |       |       | 18,34    |      |
| 11.  | Кони Прајс-Смит         | САД             |       |       |       |       |       |       | 18,12    |      |
| 12.  | Кристина Забавска       | Пољска          |       |       |       |       |       |       | 17,59    |      |

## Укупан биланс медаља у бацању кугле за  жене на отвореном после 3. Светског првенства 1983—1991.
|    | Земља           |   |   |   |    |
| -- | --------------- | - | - | - | -- |
| 1. | Совјетски Савез | 1 | 1 | 1 | 3  |
| 2. | Чехословачка    | 1 | 0 | 0 | 1  |
| 2. | Кина            | 1 | 0 | 0 | 1  |
| 4. | Источна Немачка | 0 | 2 | 2 | 4  |
|    | Укупно {4}      | 3 | 3 | 3 | 18 |

|                                        | Атлетичарка                            | Земља                                  |                                        |                                        |                                        |                                        |
| Није било вишеструких освајача медаља. | Није било вишеструких освајача медаља. | Није било вишеструких освајача медаља. | Није било вишеструких освајача медаља. | Није било вишеструких освајача медаља. | Није било вишеструких освајача медаља. | Није било вишеструких освајача медаља. |
| -------------------------------------- | -------------------------------------- | -------------------------------------- | -------------------------------------- | -------------------------------------- | -------------------------------------- | -------------------------------------- |